# Potlogi
Potlogi è un comune della Romania di 8 292 abitanti, ubicato nel distretto di Dâmbovița, nella regione storica della Muntenia.
Il comune è formato dall'unione di 5 villaggi: Pitaru, Podu Cristinii, Potlogi, Românești, Vlăsceni.